# FIFA Manager 10
FIFA Manager 10 – gra komputerowa z gatunku symulatora piłki nożnej wyprodukowana przez Bright Future i wydana przez Electronic Arts 30 października 2009 roku.

## Rozgrywka
Podobnie jak w innych częściach serii, gracze wcielają się trenera zespołu piłkarskiego i prowadzą jego drużynę do zwycięstwa, Mają wpływ na prawie każdy aspekt działania zespołu. Odpowiada się za skład drużyny, taktykę, system treningowy, transfery, infrastrukturę stadionową i wiele innych elementów. Do dyspozycji gracze mają 1500 klubów i 25000 piłkarzy. Ponadto względem poprzednich edycji dokonali szeregu udoskonaleń, przykładowo powierzchnia boisk została oddana w wymiarach 1:1.

## Odbiór gry
Gra zebrała w większości pozytywne recenzje, uzyskując według agregatora Metacritic średnią 75/100 i 72.20% według serwisu GameRankings. Recenzent z portalu Gry-Online pochwalił grę m.in. za lepszy klimat w stosunku do poprzednich części, krytykując przy tym wtórność rozgrywki wobec pozostałych odsłon oraz system transferów i negocjacji kontraktowych.